# Jinzhousaurus yangi
Jinzhousaurus yangi es la única especie conocida del género extinto  Jinzhousaurus  ("lagarto de Jinzhou") de dinosaurio ornitópodo iguanodóntido, que vivió a principios del período Cretácico, hace aproximadamente 125 millones de años, en el Barremiense, en lo que es hoy Asia.

## Descripción

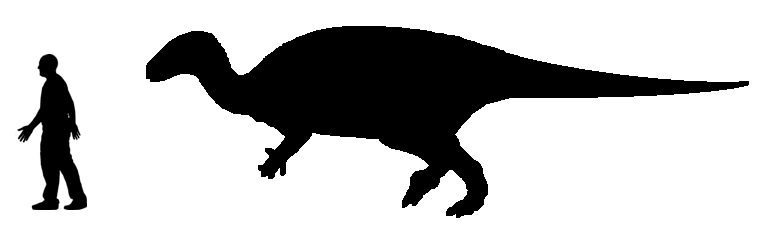
Tamaño comparativo.

Jinzhousaurus midió aproximadamente 6 a 7 metros de largo y 2,5 de alto. Podía adoptar tanto una postura bípeda como cuadrúpeda. Jinzhousaurus presenta características derivadas de los iguanodóntidos, sin embargo, también posee características primitivas, como la ausencia de la fenestración anterobital, un patrón distintivo de los hadrosáuridos. Esta mixtura de caracteres avanzados y primitivos dejan de manifiesto el nexo entre ambos grupo. Su cráneo tiene aproximadamente 50 centímetros de largo. Su hocico era alargado con grandes narinas y carecía de una fenestra antorbital . La parte posterior del cráneo era extraordinariamente ancha con una pequeña cresta en la parte superior. El dentario de la mandíbula inferior tiene al menos diecisiete posiciones dentales.

## Descubrimiento e investigación
Los restos fósiles del Jinzhousaurus fueron descubiertos en China, en la Formación Yixian, al oeste de Liaoning. Es el primer dinosaurio de gran tamaño encontrado en la zona.  El nombre específico honra a Yang Zhongjian como el fundador de la paleontología china. Fue descrito por primera vez por Wang Xiao-lin y Xu Xing en 2001. Su fósil holotipo, IVPP V12691, se encontró cerca de Baicaigou en el condado de Yixian en las camas Dawangzhangzi de la formación Yixian en Liaoning, China, teniendo una edad determinable más antigua de 122 millones de años, durante la etapa Aptiana temprana del Período Cretácico temprano.  Consiste en un esqueleto casi completo, comprimido en una losa.

## Clasificación
Jinzhousaurus muestra una mezcla de características basales y derivadas. Originalmente asignada a Iguanodontidae, aunque bajo una definición que ya se considera como parafilética, los autores posteriores la han referido a la Iguanodontoidea más general . En 2010, un estudio concluyó que estaba dentro de este grupo un miembro basal de la Hadrosauroidea, más derivada.

## Paleoecología

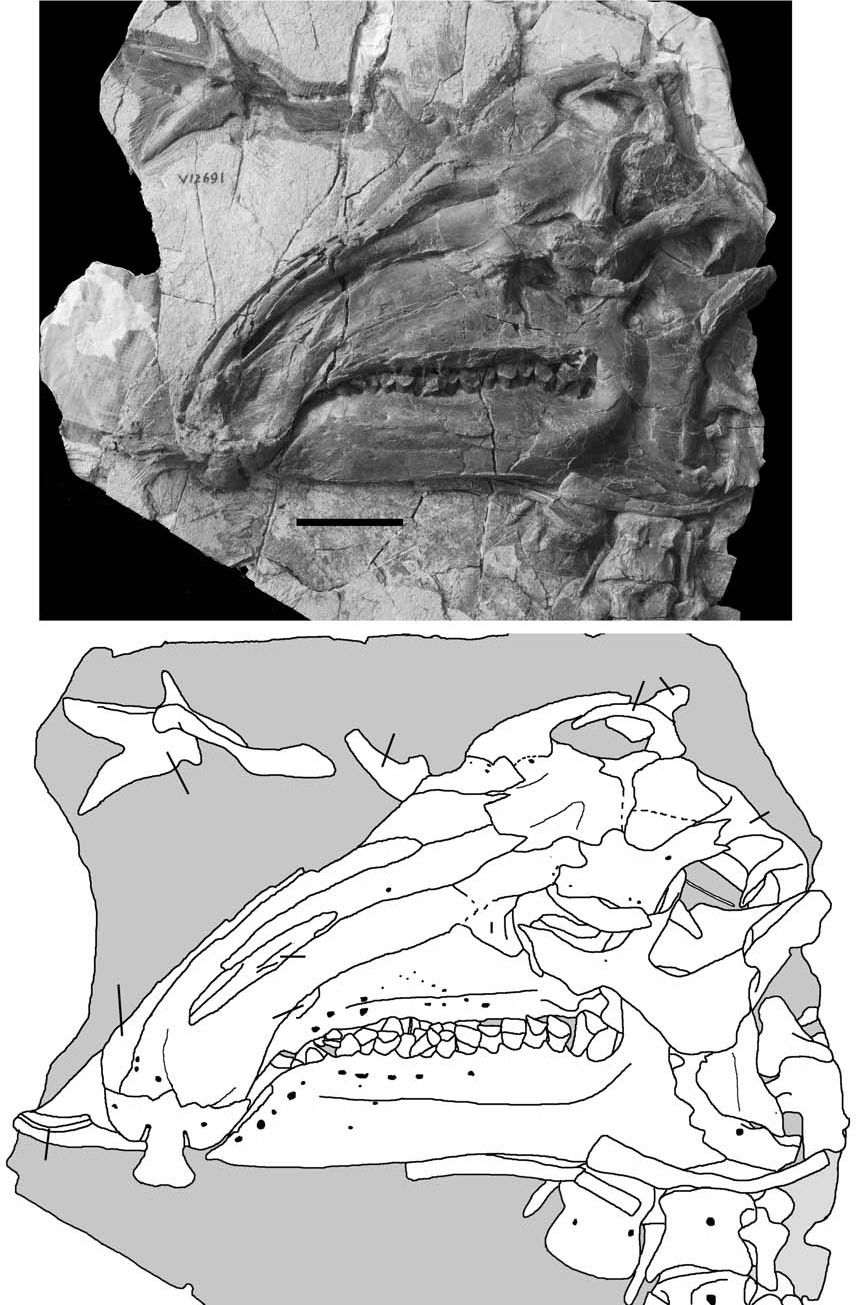
Cráneo del espécimen holotipo.

Jinzhousaurus y un saurópodo sin nombrar representan los ejemplos más grandes, pero menos abundantes, en el bioma de Jehol, una situación que se pone en contraste con muchas otras faunas del Cretácico Inferior en las cuales los dinosaurios grandes eran componentes comunes. Esta rareza puede ser debido a los apremios paleoambientales o a un sesgo en el muestreo, aunque no sea posible elegir entre estas alternativas en base de datos actuales.